# The Mammoth Book of Best New Horror: 25th Anniversary Edition
The Mammoth Book of Best New Horror: 25th Anniversary Edition är den tjugofemte volymen i antologiserien med samma namn. Den publicerades 2014 på det brittiska bokförlaget Robinson och i USA på Skyhorse Publishing.

## Innehåll
- "Introduction: Horror in 2013" av Stephen Jones
- "Who Dares Wins: Anno Dracula 1980" av Kim Newman
- "Click-Clack the Rattlebag" av Neil Gaiman
- "Dead End" av Nicholas Royle
- "Isaac's Room" av Daniel Mills
- "The Burning Circus" av Angela Slatter
- "Holes for Faces" av Ramsey Campbell
- "By Night He Could Not See" av Joel Lane
- "Come Into My Parlour" av Reggie Oliver
- "The Middle Park" av Michael Chislett
- "Into the Water" av Simon Kurt Unsworth
- "The Burned House" av Lynda E. Rucker
- "What Do We Talk About When We Talk About Z—?" av Lavie Tidhar
- "Fishfly Season" av Halli Villegas
- "Doll Re Mi" av Tanith Lee
- "A Night's Work" av Clive Barker
- "The Sixteenth Step" av Robert Shearman
- "Stemming the Tide" av Simon Strantzas
- "The Gist" av Michael Marshall Smith
- "Guinea Pig Girl" av Thana Niveau
- "Miss Baltimore Crabs: Anno Dracula 1990" av Kim Newman
- "Whitstable" av Stephen Volk
- "Necrology: 2013" av Stephen Jones och Kim Newman